# Keula (Krauschwitz)

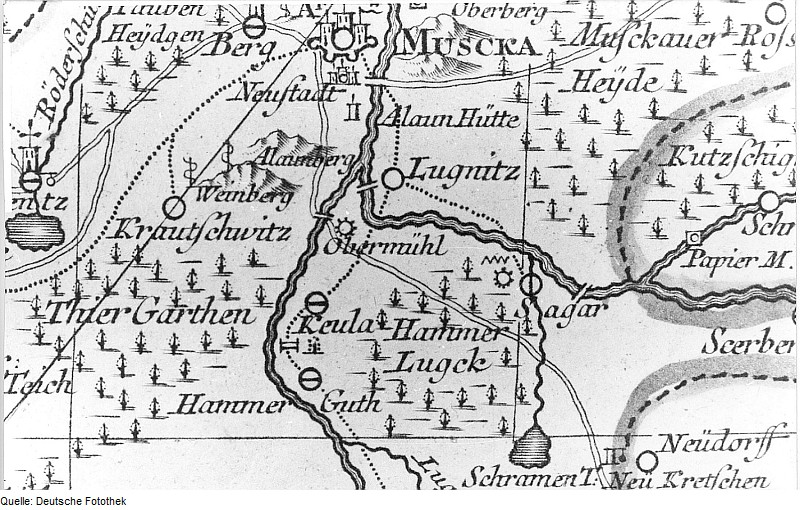
Keula auf einem Ausschnitt aus Schenks Oberlausitzkarte von 1759

Keula, obersorbisch Kij, (1936–1947 Rudolfhütte) ist eine ehemals eigenständige Ortschaft in der Oberlausitz südlich von Bad Muskau, die 1938 nach Krauschwitz im Landkreis Görlitz im Nordosten Sachsens eingemeindet wurde.

## Geschichte

### Ortsgeschichte

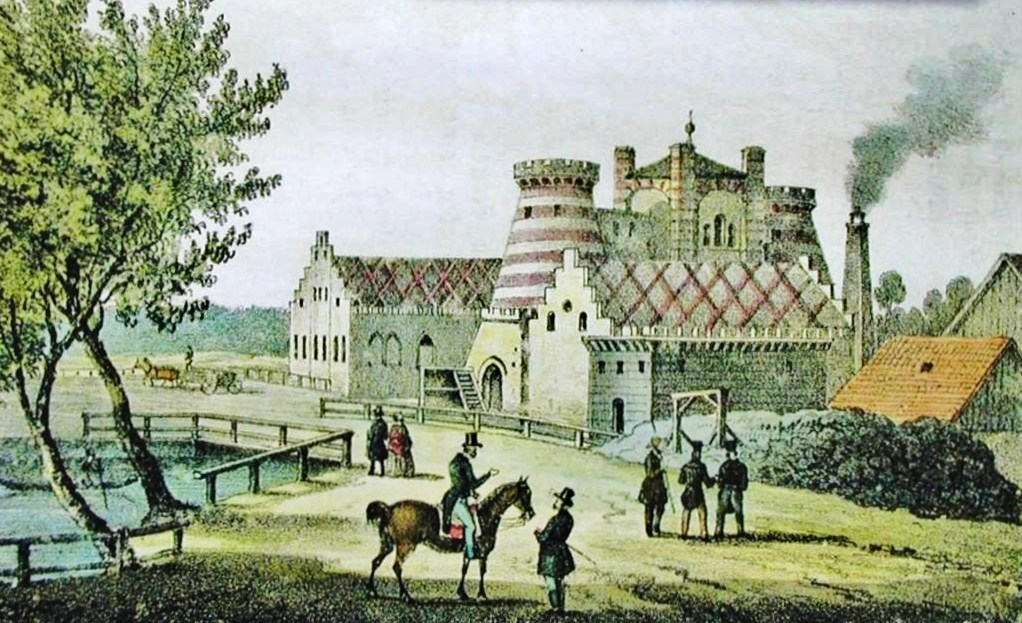
Eisenhüttenwerk in Keula, um 1857 (Farblithografie von Gustav Täubert)

Unter dem Namen Kulen fand Keula 1380 in einer Görlitzer Ratsrechnung eine erste urkundliche Erwähnung. Von wirtschaftlichem Interesse für die Standesherrschaft Muskau, zu der das Dorf spätestens seit 1597 gehörte, war der örtliche Eisenhammer. Von diesem leitet sich auch der sorbische Name Kij ab, aus dem der deutsche gebildet wurde.
Durch den Bau der Bahnstrecke Weißwasser–Muskau (1872), die später bis zum Eisenbahnknotenpunkt Sommerfeld verlängert wurde, erhielt Keula einen Anschluss an das Eisenbahnnetz, der sich positiv auf die lokale Wirtschaft auswirkte. Neben der Eisenhütte profitierte auch eine Ziegelei davon, die zu einem großen Industriebetrieb ausgebaut wurde.
Durch die nationalsozialistische Germanisierungspolitik slawischstämmiger Ortsnamen wurde Keula 1936 in Rudolfhütte umbenannt. 1938 erfolgte durch einen Beschluss des Regierungspräsidenten in Liegnitz der Zusammenschluss mit der nordwestlich liegenden Gemeinde Krauschwitz unter diesem Namen.
Nach dem Zweiten Weltkrieg wurde die seit 1929 unter dem Namen Keulahütte firmierende Eisenhütte schrittweise über Jahrzehnte zu einem der größten Industriebetriebe im Kreis Weißwasser ausgebaut.

Krauschwitzer Wappen

Unter anderem durch das Zusammenwachsen von Krauschwitz und Keula hat Keula keinen Ortsteilstatus. Keula ist jedoch der einzige nach Krauschwitz eingemeindete Ort, der im Gemeindewappen bildlich aufgeführt wird.
Von den beiden Freiwilligen Feuerwehren in Krauschwitz, Krauschwitz Ost und Krauschwitz West, ist die Freiwillige Feuerwehr Krauschwitz Ost die frühere Feuerwehr Keulas. Sie sorgt für den Brandschutz und die allgemeine Hilfe.

### Bevölkerungsentwicklung
| Jahr | Einwohner |
| ---- | --------- |
| 1825 | 207       |
| 1871 | 509       |
| 1885 | 594       |
| 1905 | 1069      |
| 1910 | 1236      |
| 1925 | 1332      |

Während Keula im Jahr 1630 drei besessene Mann und 18 Häusler hatte, waren es im Jahr 1777 nur noch ein besessener Mann, zwei Gärtner und 13 Häusler.
Die Einwohnerzahl stieg erst im Zuge der Industrialisierung im 19. Jahrhundert stark an. In den 60 Jahren zwischen 1825 und 1885 verdreifacht sich die Einwohnerzahl, in den nächsten 40 verdoppelte sie sich noch einmal, so dass Keula innerhalb von 100 Jahren von 200 auf über 1300 Einwohner wuchs. In Krauschwitz stieg die Einwohnerzahl ebenso, wenn auch nicht in diesem Ausmaß, so dass es zu einem allmählichen Zusammenwachsen der beiden Gemeinden kam. Gegenüber dem Stand von 1925 stieg die Einwohnerzahl in der Doppelgemeinde innerhalb der nächsten 40 Jahre noch einmal um über 900 an.